# تیم ملی فوتبال زیر ۱۷ سال زنان لسوتو
تیم ملی فوتبال زیر ۱۷ سال زنان لسوتو نماینده کشور لسوتو در رقابت‌های بین‌المللی فوتبال نوجوانان زنان است. این تیم زیر نظر اتحادیه فوتبال لسوتو اداره می‌شود و هدف اصلی آن آماده‌سازی بازیکنان برای حضور در تیم ملی فوتبال زنان لسوتو و رقابت در تورنمنت‌هایی مانند جام جهانی فوتبال زنان زیر ۱۷ سال است.
این تیم نخستین بازی رسمی خود را در تاریخ ۴ دسامبر ۲۰۲۴ در برابر اسواتینی برگزار کرد که با پیروزی ۶ بر ۰ همراه بود.
در رقابت‌های قهرمانی زیر ۱۷ سال کوسافا سال ۲۰۲۴، تیم لسوتو با کسب عنوان نایب‌قهرمانی عملکرد قابل توجهی از خود نشان داد.